# Les Ormes, Vienne

Les Ormes este o comună în departamentul Vienne, Franța. În 2009 avea o populație de 1,615 de locuitori.